# Offshore Racing Congress
Der Offshore Racing Congress (ORC) ist eine internationale Organisation zur Förderung des Hochsee-Segelsports.
Der ORC definiert ein Verfahren zur Vermessung von Regattayachten, auf dem verschiedene Bootsklassen beruhen. Das International Measurement System (IMS) bietet Zeitberechnungen, die auf hydrodynamischen Computermodellen basieren. Das IMS wird zusammen mit der United States Sailing Association gepflegt.

## Weitere Aktivitäten
- ORC Club-Regeln
- International Offshore Rule (IOR)
- International Level Class Rules (ILC)
- Verbreitung von Vermessungs-Know-How
- Wettbewerbsregeln für Hochseeregatten